# Taraneh Javanbakht

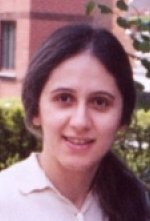
Taraneh Javanbakht, 2007

Taraneh Javanbakht (persisch ترانه جوانبخت; * 12. Mai 1974 in Teheran) ist eine persische Dichterin, Schriftstellerin, Chemikerin, Physikerin, Literaturkritikerin und Übersetzerin.

## Leben
Im Jahr 2002 schloss sie ihr Studium der Chemie an der Universität Pierre und Marie Curie in Paris mit dem Doktortitel ab. Taraneh Javanbakht hat neun Gedichtbände und zwei Bände mit Erzählungen im Iran veröffentlicht.
Augenblicklich studiert sie Philosophie an der Université du Québec à Montréal in Montreal.

## Bücher
- Heram (Verboten). Teheran, 2005.
- Man az derakhte zaman haft miveh chideam (Vom Baum der Zeit habe ich sieben Früchte gepflückt). Teheran, 2005.
- Sarab (Fata Morgana). Teheran, 2005.
- Shahre sher tabiidi nadarad (Die Stadt der Poesie kennt keine Verbannung). Teheran, 2005.
- Asre ayeneh (Zeitalter des Spiegels). Teheran, 2002.